# 나의 마음이 너에게 가 닿길
나의 마음이 너에게 가 닿길(Wishing That My Love Would Reach Your Heart)은 한국에서 제작된 김삼력 감독의 2005년 드라마, 멜로/로맨스 영화이다. 박재현 등이 주연으로 출연하였다.

## 출연

### 주연
- 박재현
- 김신록

## 제작진
- 프로듀서: 이승태
- 음향: 정희구
- 미술: 이혜민